# Craugastor metriosistus
Craugastor metriosistus is een kikker uit de familie Craugastoridae. De soort werd voor het eerst wetenschappelijk beschreven door Jhon Jairo Ospina Sarria, Teddy Angarita-Sierra en Raúl Fernando Pedroza Banda in 2015.
De soort komt voor in delen van Midden-Amerika en leeft endemisch in Colombia. De kikker is gevonden op een hoogte van 115 tot 970 meter boven zeeniveau in het gebergte Montañas del Merendón.